# Ndrek Prela
Ndrek Prela (* 20. März 1920 in Bar, Königreich Jugoslawien; † 14. Oktober 2011 in Shkodra, Albanien) war ein albanischer Schauspieler. Er erhielt den Titel Artist i merituar – eine der begehrtesten Auszeichnungen in der albanischen Kunstszene. Prela gehörte außerdem zu den Gründervätern des Migjeni-Theaters in Shkodra. Er spielte verschiedene Rollen im Theater und im Film.

## Leben
Ndrek Prela wurde 1920 in der Adriastadt Bar in Montenegro geboren und lebte während seiner Kindheit in Argentinien, wohin sein Vater aus ökonomischen Gründen ausgewandert war. Von dort kehrte die Familie nach einiger Zeit wieder zurück nach Europa, wo sie sich im nordalbanischen Shkodra niederließ.
Prela debütierte im Theater Ende der 1940er Jahre in Shkodra und wurde schnell zu einem der populärsten Schauspielern Albaniens. Bis er in Pension ging, nahm Prela an fast allen Aufführungen der Shkodraner Theatergruppe teil.
1963 debütierte Ndrek Prela als Filmschauspieler, wo er im Film Detyrë e posaçme die Zweitrolle übernahm. Danach folgten mehrere Rollen in den Filmen Komisari i dritës, Në fillim të verës, Në pyjet me borë ka jetë, Emblema e dikurshme, Balonat, Qortimet e vjeshtës, Militanti, Balada e Kurbinit und vielen anderen. Obwohl Prela meist die Zweitrolle hatte, war er für seine charakteristischen Merkmale bewundert worden.
Ndrek Prela war verheiratet und hatte einen Sohn. Seine Ehefrau verstarb kurz vor seinem Tod. Sein Sohn Kolë Prela ist ebenfalls Schauspieler.
Prela starb am 14. Oktober 2011 als 91-Jähriger in Shkodra.

## Filmografie
- 1963: Detyrë e posaçme
- 1965: Vitet e para
- 1966: Komisari i dritës
- 1973: Operacioni "zjarri"
- 1974: Shpërthimi
- 1975: Në fillim të verës
- 1978: Në pyjet me borë ka jetë
- 1979: Emblema e dikurshme
- 1979: Balonat
- 1979: Ditët, që sollën pranverën
- 1981: Qortimet e vjeshtës
- 1982: Flaka e maleve
- 1984: Militanti
- 1990: Balada e Kurbinit